# Arkaiate
Arkaiate es uno de los sectores del barrio de Salburua.  Construido a principios del siglo XXI en el este de Vitoria (Álava), en el marco del Plan General de Ordenación Urbana de 2000. 
Se ubica al norte del pueblo de Arkaia y al sur del Pueblo de Elorriaga y constituye el límite oriental de la ciudad hoy en día. Los trabajos de urbanización se llevaron a cabo entre 2006 y 2009, pero la construcción de las viviendas no empezó hasta 2011, a consecuencia de la crisis económica que estalló en 2008, hecho que ha provocado numerosas quejas de los vecinos. Las quejas más contundentes han venido de la AAVV Salburua Burdinbide que se ha dejado la piel para que este sector de Salburua sea dotado de los equipamientos que se merece.
Arkaiate limita al oeste con el sector de Ibaialde, al norte con los pueblos de Elorriaga y Arkaute, y al este y sur con tierras agrícolas. Al sur está el pueblo de Arkaia.

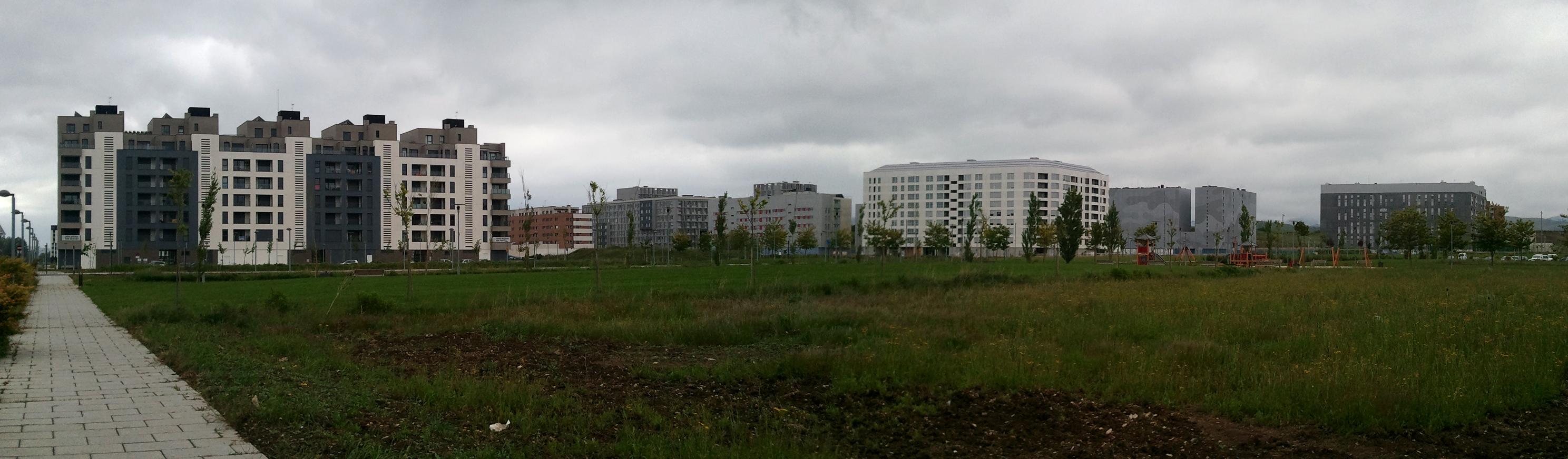
Vista del barrio de Arkaiate.